# Джанет Карол
Джанет Карол (на английски: Janet Carroll) е американска актриса, родена на 24 декември 1940 г. в Чикаго.

## Избрана филмография
- „Повикът на дивото“ (1995)
- „Семеен бизнес“ (1989)
- „Когато той не е непознат“ (1989)
- „Убийствено време“ (1987)